# 第7歩兵師団 (韓国陸軍)
第7歩兵師団（だい7ほへいしだん、朝鮮語: 제7보병사단、第七步兵師團）は大韓民国陸軍の師団の1つ。

## 歴史
1949年1月7日、龍山で第7旅団が創設される。同年2月1日、首都旅団に改称。同年5月12日、首都師団に発展し、6月20日に第7師団に改称された。
創設当時は第1連隊、第9連隊、第17連隊、第19連隊で編制されていたが、部隊異動によって1950年6月の時点で第1連隊（連隊長：咸俊鎬大領）、第9連隊（連隊長：尹春根中領）、第25連隊（連隊長：金炳徽中領）、第8砲兵大隊、工兵大隊で編制されていた。
朝鮮戦争開戦時、第7師団はソウル北方の議政府方面を守備していた。この方面に人民軍は第3師団（師団長：李永鎬少将）、第4師団（師団長：李権武少将）、第105戦車旅団（旅団長：柳京洙少将）を投入した。また第25連隊は移動中で忠清北道温陽に留まっており、第7師団は2個連隊で人民軍を阻止しなければならなかった。
ソウル陥落後に混成第7師団に再編され、漢江で人民軍を阻止した（漢江の戦い）。漢江防御線が崩壊すると、閔耭植大領が第7師団の残兵を集めて閔支隊を編成した。閔支隊は湖南地方の遅滞や釜山橋頭堡の戦いに参加し、第5連隊に改編された。
1950年9月、第3連隊、第5連隊、第8連隊で第7師団は再編成される。仁川上陸作戦後の北進に参加。北進中に第8連隊（連隊長：金龍周中領）が平壌に入城。平壌占領後は第8軍の予備として平壌地域に残った。
1950年11月3日、飛虎山（622高地）で第38軍の1個師を撃退。
1950年11月、クリスマス攻勢に参加するが、中国軍の第2次攻勢を受けて後退。
1951年4月、アメリカ軍第10軍団（軍団長：アーモンド少将）に編入。
1951年5月、中国軍の5月攻勢を受けて大損害を被り再編成に努めていたが、31日にはアメリカ軍第1海兵師団の作戦地域を引き継ぎ戦線に復帰した。
1951年9月26日、白石山（1142高地）を占領するが、人民軍の反撃を受けて後退。
1951年9月30日、陸軍本部直轄となり、楊口に移動して11月17日まで部隊整備と教育訓練を実施。訓練修了後、第8師団の作戦地域（白石山地域）を引き継いで前線に復帰。
1951年12月25日から1952年1月13日までクリスマス高地（1090高地）の戦いが展開される。第3連隊（連隊長：李召東大領）が中国軍第204師と攻防戦を展開し、最終的に高地を確保することに成功した。
1952年11月15日から1953年1月30日まで、楊口に移動して軍団予備となり、部隊整備と教育訓練を実施。期間中の1月20日、第3野戦砲兵団を配属し、師団砲兵団を創設。2月1日、アメリカ軍第25師団と交代して前線に復帰。
1953年5月18日、白石山地域を第20師団（師団長：劉興守少将）に引き渡し、楊口に移動して軍団予備となり、部隊整備と教育訓練を実施したが、中国軍の6月攻勢で訓練を中断。
1953年6月17日、第10軍団の左側方地域にて中国軍の攻撃を撃退。
1953年7月、鮮于高地（938高地）を喪失。

## 師団長
| 代 | 氏名             | 氏名     | 在任期間                             | 出身校・期                     | 前職                               | 後職                           | 備考         |
| -- | ---------------- | -------- | ------------------------------------ | ------------------------------ | ---------------------------------- | ------------------------------ | ------------ |
| 代 | 漢字/片仮名表記  | 原語表記 | 在任期間                             | 出身校・期                     | 前職                               | 後職                           | 備考         |
| 1  | 李俊植           | 이준식   | 1949.1.7 - 5.9 1949.6.20 - 1950.6.10 | 雲南陸軍講武堂                 |                                    | ?                              | 5月准将      |
| 2  | 劉載興           | 유재흥   | 1950.6.10 - 7.3                      | 日本陸士55期 軍英1期           | 第2師団長                          | 第1軍団副軍団長                |              |
| 3  | 閔耭植           | 민기식   | 1950.7.3 - 7.11                      | 建国大学 軍英1期               | 閔支隊長                           | 戦時特命検閲部補佐官           |              |
| 4  | 申尚澈           | 신상철   | 1950.9 - 1950.12.15                  | 日本航士58期 軍英1期           | 陸軍本部人事局長                   | 空軍本部作戦局長               |              |
| 5  | 金炯一           | 김형일   | 1950.12.15 -                         | 軍英1期                        | 特務部隊長                         | 陸軍本部情報局長               |              |
| 6  | 金容培           | 김용배   | 1951.5.28 -                          | 軍英1期                        | 副師団長                           | 西南地区戦闘司令官             |              |
| 7  | 李成佳           | 이성가   | 1951.9.1 - 1952.9.1                  | 中央陸軍軍校                   | 太白山戦闘司令官                   | 陸軍本部前方指揮所長           |              |
| 8  | 任忠植           | 임충식   | 1952.9.1 - 1953.7.1                  | 警士1期                        | 第2師団副師団長                    | 憲兵司令官                     |              |
| 9  | 金容培           | 김용배   | 1953.7.1 - 1954                      | 軍英1期                        | 陸軍本部人事局長                   | 陸軍本部人事局長               |              |
| 10 | 李成佳           | 이성가   | 1954 - 1955.7                        | 軍英1期                        |                                    |                                |              |
| 11 | 金益烈           | 김익렬   | 1955.7 - 1957.9.1                    | 軍英1期                        | 第8師団長                          | 陸軍本部輸送監                 |              |
| 12 | 朴正煕           | 박정희   | 1957.9.1 - 1958.6.17                 | 同徳台2期 日本陸士57期 警士2期 | 第6軍団副軍団長                    | 第1軍参謀長                    | 58.3.1少将   |
| 13 | 河甲清           | 하갑정   | 1958.6.17 - 1959.10.1                | 警士2期                        |                                    | 特務部隊長                     | 准将         |
| 14 | 孫煕善           | 손희선   | 1959.10.1 - 1961                     | 警士2期                        | 第35師団長                         | 陸軍本部企画統制室長           |              |
| 15 | 盧載鉉           | 노재현   | 1961 - 1963                          | 警士3期                        | 第30師団長                         | 陸軍本部監察監                 |              |
| 16 | 高光道           | 고광도   | 1963 - 1964                          | 警士3期                        |                                    |                                |              |
| 17 | 鄭昇和           | 정승화   | 1964                                 | 陸士5期                        | 陸軍防諜部隊隊長                   | 国防部人事局長                 |              |
| 18 | 鄭鳳旭           | 정봉욱   | 1964 - 1967.7                        | 平壌学院                       | ?                                  | 三士官学校長                   | 元人民軍中佐 |
| 19 | 白南台           | 백남대   | 1967.7 -                             | 陸士5期                        | 39師団長                           |                                |              |
| 20 | 李在田           | 이재전   | 1969 -                               | 陸士8期                        | 第1軍参謀                          | 韓米第1軍団副軍団長            |              |
| 21 | 車圭憲           | 차규헌   | 1970 - 1972                          | 陸士8期                        | 駐越鳩部隊司令官                   | 陸軍本部作戦参謀部次長         | ハナフェ     |
| 22 | 金容今           | 김용금   | 1972 - 1975                          | 陸士7期                        | 陸軍軍需司令部参謀長               | 国防部人事局長                 |              |
| 23 | 河小坤           | 하소곤   | 1975 - 1977.7.16                     | 甲種1期                        | 第3軍司令部作戦処長                | 第1軍参謀長                    |              |
| 24 | キム・ヘチャン   | 김해창   | 1977.7.16 - 1978.10.25               | 陸士10期                       |                                    |                                |              |
| 25 | 盧武植           | 노무식   | 1978.10.25 - 1980.7.10               | 陸士12期                       | ソウル大軍団長                     | 陸軍本部作戦参謀部長           |              |
| 26 | 裵秉魯           | 배병노   | 1980.7.10 - 1982                     | 護士3期                        | 陸軍福祉勤務管理団長               | 陸軍歩兵学校長                 |              |
| 27 | 閔泰求           | 민태구   | 1982 - 1984.1.17                     | 陸士13期                       |                                    | 国防部第1次官補                |              |
| 28 | 丁萬吉           | 정만길   | 1984.1.17 - 1986.1.17                | 陸士16期                       | 第5空輸旅団長                      | 政策企画次長                   |              |
| 29 | 閔炳宣           | 민병선   | 1986.1.17 - 1988.1.17                | 甲種117期                      | 合参本部計画調整室長               | 3軍副軍団長                    |              |
| 30 | 金鎭渲           | 김진선   | 1988 - 1990.1.19                     | 陸士19期                       | 体育部隊長                         | 人事参謀部長                   |              |
| 31 | 鄭然友           | 정연우   | 1990.1.19 - 1992                     | 甲種157期                      | 陸軍本部人事運営監                 | 陸軍歩兵学校長                 |              |
| 32 | 林鍾燮           | 임종섭   | 1992 - 1993                          | 陸士22期                       |                                    | 陸軍本部人事参謀部長           |              |
| 33 | 李南信           | 이남신   | 1993 - 1995                          | 陸士23期                       | 第1司令部人事処長                  | 陸軍本部監察官                 |              |
| 34 | 金鍾煥           | 김종환   | 1995 - 1997                          | 陸士25期                       |                                    | 第5軍団軍団長                  |              |
| 35 | 權泳基           | 권영기   | 1997 - 1998.4                        | 甲種222期                      |                                    | 第1軍参謀長                    |              |
| 36 | 朴興烈           | 박흥렬   | 1998.4 - 2001.3                      | 陸士28期                       | 陸軍本部人事運営処長               | 陸軍本部人事参謀部長           |              |
| 37 | 金洪榮           | 김홍영   | 2001.3 - 2002.3.11                   | 陸士25期                       |                                    |                                |              |
| 40 | 崔鍾一           | 최종일   | 2007.5 - 2009.9.28                   | 陸士34期                       | 国防部国防政策室国際政策次長       | 韓米連合軍司令部作戦参謀部次長 |              |
| 41 | イ・サンヒョン   | 이상현   | 2009.9.28 - 2011.4.29                | 陸士36期                       | 韓米連合軍司令部作戦参謀部作戦処長 | 第3軍参謀長                    |              |
| 42 | ウォン・ホンギュ | 원홍규   | 2011.4.29 -                          | 三士16期                       | 三士生徒隊長                       | 陸軍本部監察室長               |              |
| 43 | 具洪謀           | 구홍모   | - 2014.10.17                         | 陸士40期                       | 合同参謀本部作戦1処長              | 合同参謀本部作戦部長           |              |
| 44 | 徐正烈           | 서정열   | 2014.10.17 - 2016.10.25              | 三士20期                       | 第1軍司令部火力部長                | 三士官学校長                   |              |
| 45 | 金鍾哲           | 김종철   | 2016.10.25 -                         | 陸士44期                       | 大統領警護室軍事管理官             | 国防大学総長                   |              |
| 46 | パク・ウォンホ   | 박원호   | 2018.12 - 2020.12                    | 陸士46期                       | 陸軍人事司令部人事運営処長         | 合同参謀本部民軍作戦部長       |              |

## 編成
- 第3歩兵旅団（旧第3歩兵連隊）
- 第5歩兵旅団（旧第5歩兵連隊）
- 第8歩兵旅団（旧第8歩兵連隊）
- 砲兵旅団（旧砲兵連隊）

- 第7歩兵師団直轄部隊
  - 本部
    - 軍楽隊

  - 軍警察大隊（憲兵隊）
  - 情報通信大隊
  - 整備大隊
  - 捜索隊
  - 工兵隊
  - 機務隊
  - 戦車大隊
  - 防空中隊
  - 化学兵器支援隊
  - 補給輸送大隊
  - 補充中隊